# 1133 dans les croisades
Cette page regroupe les évènements concernant les Croisades qui sont survenus en 1133 :

## Événements
- Godefroy de La Tour revient à Jérusalem, après avoir été capturé en 1100 par les Égyptiens. Ce retour pose de nombreux problèmes juridiques, ses biens ayant été entre-temps distribués[1].

## Principales naissances
- Agnès de Courtenay, fille de Josselin II de Courtenay, comte d'Édesse († 1185).

## Principaux décès
- Guillaume de Saône, puissant baron qui tenait Balatanos, le château de Saône et Zardana dans la principauté d'Antioche.